# Коссоїне
Коссоїне (італ. Cossoine, сард. Cossoine) — муніципалітет в Італії, у регіоні Сардинія,  провінція Сассарі.
Коссоїне розташоване на відстані близько 360 км на південний захід від Рима, 140 км на північ від Кальярі, 36 км на південь від Сассарі.
Населення — 868 осіб (2014).
Щорічний фестиваль відбувається 11 серпня. Покровитель — Santa Chiara.

## Демографія
Населення за роками:

Станом на 1 січня 2023 року в муніципалітеті офіційно проживало 49 іноземців з 5 країн, серед них 24 громадяни країн Євросоюзу та 1 громадянин України.

## Сусідні муніципалітети
- Бонорва
- Керемуле
- Джаве
- Мара
- Падрія
- Поццомаджоре
- Романа
- Семестене
- Тієзі